# Pacsa
Pacsa är en stad i Zala i Ungern. Staden har en yta på 22,71 km2, och den hade 1 630 invånare år 2015.
| Befolkningsutvecklingen i Pacsa 1980–2015 | Befolkningsutvecklingen i Pacsa 1980–2015 | Befolkningsutvecklingen i Pacsa 1980–2015 | Befolkningsutvecklingen i Pacsa 1980–2015 | Befolkningsutvecklingen i Pacsa 1980–2015 |
| ----------------------------------------- | ----------------------------------------- | ----------------------------------------- | ----------------------------------------- | ----------------------------------------- |
|                                           |                                           |                                           |                                           |                                           |
| År                                        |                                           |                                           | Folkmängd                                 |                                           |
| 1980                                      | 1980                                      |                                           | 2 088                                     |                                           |
| 1990                                      | 1990                                      |                                           | 2 005                                     |                                           |
| 2015                                      | 2015                                      |                                           | 1 630                                     |                                           |
|                                           |                                           |                                           |                                           |                                           |